# Pinheiral (kommun)
Pinheiral är en kommun i Brasilien.   Den ligger i delstaten Rio de Janeiro, i den sydöstra delen av landet, 900 km sydost om huvudstaden Brasília. Antalet invånare är 22 724.
Följande samhällen finns i Pinheiral:
- Pinheiral

Omgivningarna runt Pinheiral är huvudsakligen savann. Runt Pinheiral är det ganska tätbefolkat, med 86 invånare per kvadratkilometer.